# Marduk (god)

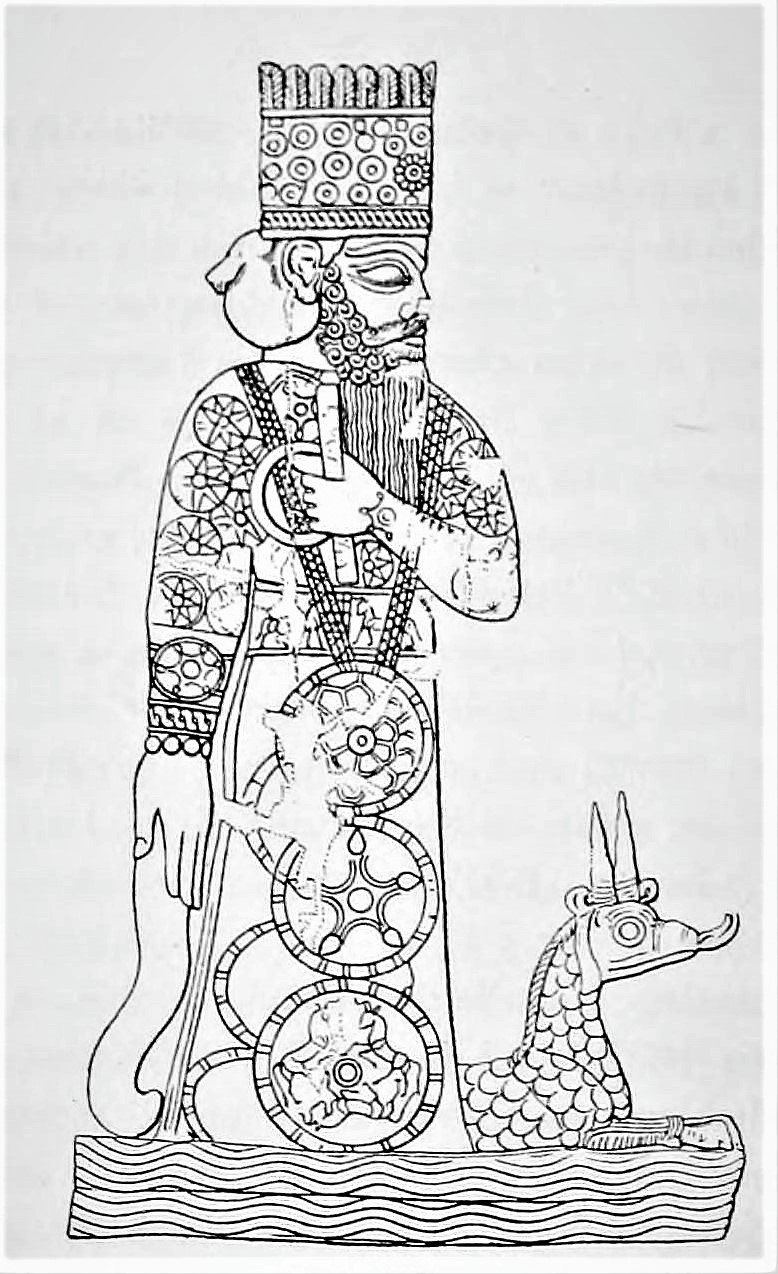
De god Marduk

Marduk of Mardoek was in de Babylonische mythologie een Mesopotamische godheid die na de troonsbestijging van Marduk-kabit-ahheshu tot staatsgod en beschermgod van Babylon uitgroeide.

## Ontstaan
Marduk werd pas geïntroduceerd in een later deel van de Mesopotamische geschiedenis. Dit was echter niet zo makkelijk te aanvaarden voor de Babyloniërs voor wie Marduk de staatsgod was. Daarom zochten zij manieren om hem te koppelen aan oudere belangrijke goden. Ten eerste deden ze dat via een woordspeling. Ze gaven een nieuwe etymologische betekenis aan zijn naam, namelijk amar Utuk (letterlijke vertaling het kalf van Utu). Utu was een belangrijke zonnegod en Marduk zou dan zijn zoon zijn. Dit werd niet algemeen aanvaard en dus werd hij ook met een andere god geassocieerd, de minder belangrijke Asalluki, die echter wel de zoon van Enki was. De priesters stelden Marduk met hem gelijk en zo werd Marduk de zoon van Enki. Zijn moeder was Damkina, zijn echtgenote was Sarpanitum (ook Beltya of Meesteres genoemd) die hem één zoon baarde, namelijk Nabu. Marduk toonde vele gelijkenissen met de Sumerische god Asalluhi.
Om Marduks prestige verder op te vijzelen werd het scheppingsverhaal Enoema Elisj ontwikkeld. Hierin wordt Marduk daadwerkelijk als de zoon van Enki beschouwd.

## Schepping
Ook vernemen we hoe hij de nieuwe oppergod van de Mesopotamiërs wordt. Hij zal immers de oergodin Tiamat verslaan door een wind in haar muil te werpen en haar vervolgens te doden met pijlen. Met haar lichaam zal hij de aarde en de hemel scheppen. Hij zal eveneens de Me, de tabletten met de lotsbestemmingen, rond zich dragen waardoor hij de belangrijkste god wordt. De Tabletten van het Lot heeft Marduk afgepakt van Kingu, de leider van de opstandige Igigi ('monsters en slangen'). Kingu is de zoon van Tiamat en Apsu.

## Igigi en Anunnaki
Tiamat besluit, aangespoord door andere oudere goden, met Marduk te strijden, omdat deze met de Anunnaki, de jonge goden, met zijn vitaliteit de rust verstoort . Ze verzamelt een leger van Igigi, en stelt hen onder de leiding van haar zoon Kingu. Marduk krijgt de zeven Winden, onverslaanbare wapens, om zich teweer te stellen. Hij vangt eerst Tiamat en gaat vervolgens achter de Igigi aan. Hij grijpt Kingu en neemt hem diens Tabletten van het Lot af. Als hoofdverantwoordelijke van de opstand, wordt Kingu gedood. Daarom heet Marduk de Drakendoder en is zijn symbool Mushhushu, de gehoornde en gevleugelde draak.
In een andere versie, waarin de Igigi jonge goden heten, komen ze in opstand tegen de zware arbeid die ze voor de Anunnaki moeten verrichten: de Tigris, Eufraat en talloze irrigatiekanalen graven. Voor het huis van Enlil steken ze hun werktuigen in brand. 
'We hebben u gezamenlijk de oorlog verklaard! Dat zware werk wordt onze dood nog eens!'

## Schepping van de mens
Anu en Enki zijn het met de opstandelingen eens en besluiten plaatsvervangers te maken om het werk van de Igigi te verlichten. Enki vertelt aan de baarmoedergodin Mami een van de jonge goden (Kingu) te doden en zijn bloed én zijn verstand te mengen met klei. Zo zullen god en mens in de klei worden verenigd. Samen boetseren Mami en Enki van veertien stukken klei, gemengd met het bloed en het verstand van de opstandige Igigu (Kingu), zeven mannen en zeven vrouwen. Die hadden zo een 'goddelijk component' en een 'ingebakken smet', omdat het afkomstig was van een rebelse god.
Uit dankbaarheid voor de schepping van de mensheid bouwen de Anunnaki een heiligdom voor Marduk.

## Babylon
Ook zal hij de stad Babel scheppen, die hij bijzonder zal koesteren. In zijn rol als hoofdgod van die stad wordt hij vaak Heer genoemd en in het Akkadisch is dat Bel. Deze titel kon echter ook voor andere goden gebruikt worden.
Marduk komt ook voor in de Bijbel, waar hij Merodach wordt genoemd.

## Mythologie
Historici proberen al lang een link te vinden tussen Nimrod en mythologische figuren uit andere culturen. Men suggereert dat Marduk een mogelijke archetype voor Nimrod zou kunnen zijn.